# Mimosa unipinnata
Mimosa unipinnata là một loài thực vật có hoa trong họ Đậu. Loài này được B.D.Parfitt & Pinkava miêu tả khoa học đầu tiên.